# 로슈포르의 연인들
《로슈포르의 연인들》(프랑스어: Les Demoiselles de Rochefort, 영어: The Young Girls of Rochefort)은 1967년 개봉한 프랑스의 뮤지컬 영화이다. 자크 드미가 감독과 각본을 맡았으며, 작품 내 노래들의 작사 역시 맡았다. "Chanson des Jumelles"와 "Chanson de Maxence"이 영화 내 곡들 중 가장 많은 사랑을 받았으며, 영화는 아카데미 음악상에 후보에 오르기도 했다.

## 출연

### 주연
- 카트린 드뇌브 - 델핀 가르니에 역
- 프랑수아즈 도를레아크 - 솔랑쥬 가르니에 역
- 다니엘 다리유 - 이본 가르니에 역
- 조지 샤키리스 - 에티엔 역
- 진 켈리 - 앤디 밀러 역

### 조연
- 미첼 피콜리 - 시몬 담 역
- 자크 페렝 - 막센티우스 역
- 헨리 크레미스
- 파멜라 하트 - 유디트 역

## 기타
- 미술: 베르나르 에베인
- 의상: 장 바르데
- 의상: 자클린 모로